# Senna holosericea
Senna holosericea är en ärtväxtart som först beskrevs av Johann Baptist Georg Wolfgang Fresenius, och fick sitt nu gällande namn av Werner Rodolfo Greuter. Senna holosericea ingår i släktet sennor, och familjen ärtväxter. Inga underarter finns listade i Catalogue of Life.